# Анкарано
Анкара̀но (на италиански: Ancarano, на местен диалект Ngarà, Ънгара) е село и община в Южна Италия, провинция Терамо, регион Абруцо. Разположено е на 293 m надморска височина. Населението на общината е 1904 души (към 2010 г.).